# Таунсенд, Гленн
Гленн То́мас Та́унсенд (англ. Glenn Thomas Townsend; род. 24 апреля 1962) — австралийский ватерполист, участник трёх летних Олимпийских игр, выступавший на позиции голкипера.

## Спортивная биография
Гленн Таунсенд родился в 1962 году. В 1984 году Таунсенд в качестве запасного вратаря принял участие в летних Олимпийских играх 1984 года в Лос-Анджелесе. Австралийская сборная вышла в финальный раунд, но в финальной группе не смогла показать достойного результата и заняла лишь 5-е место. Таунсенд на турнире провёл лишь одну игру против будущих чемпионов сборной Югославии.
На летних Олимпийских играх 1988 года австралийская сборная не смогла пробиться в финальный раунд, заняв в своей группе 4-е место. В турнире за 5-е место, даже несмотря на победу над сборной Испании 8:7, австралийцы заняли последнее место и остались на итоговом 8-м месте. Таунсенд на турнире сыграл все 7-м матчей.
На летних Олимпийских играх 1992 года сборная Австралии заняла в своей группе 3-е место и попала в турнир за 5-8-е места. Таунсенд на предварительном этапе принял участие в 3 матчах из 5. В классификационном турнире австралийцы поочерёдно обыграли сборную Кубы и Венгрии и, как и 8 лет назад, заняли итоговое 5-е место.